# Abrest
Abrest is een gemeente in het Franse departement Allier in de regio Auvergne-Rhône-Alpes. De plaats maakt deel uit van het arrondissement Vichy. Abrest telde op 1 januari 2022 2.927 inwoners.

## Geografie
De oppervlakte van Abrest bedroeg op 1 januari 2022 10,46 vierkante kilometer; de bevolkingsdichtheid was toen 279,8 inwoners per km². Abrest ligt aan de rivier de Allier, een paar kilometer ten zuiden van de stad Vichy.
De onderstaande kaart toont de ligging van Abrest met de belangrijkste infrastructuur en aangrenzende gemeenten.

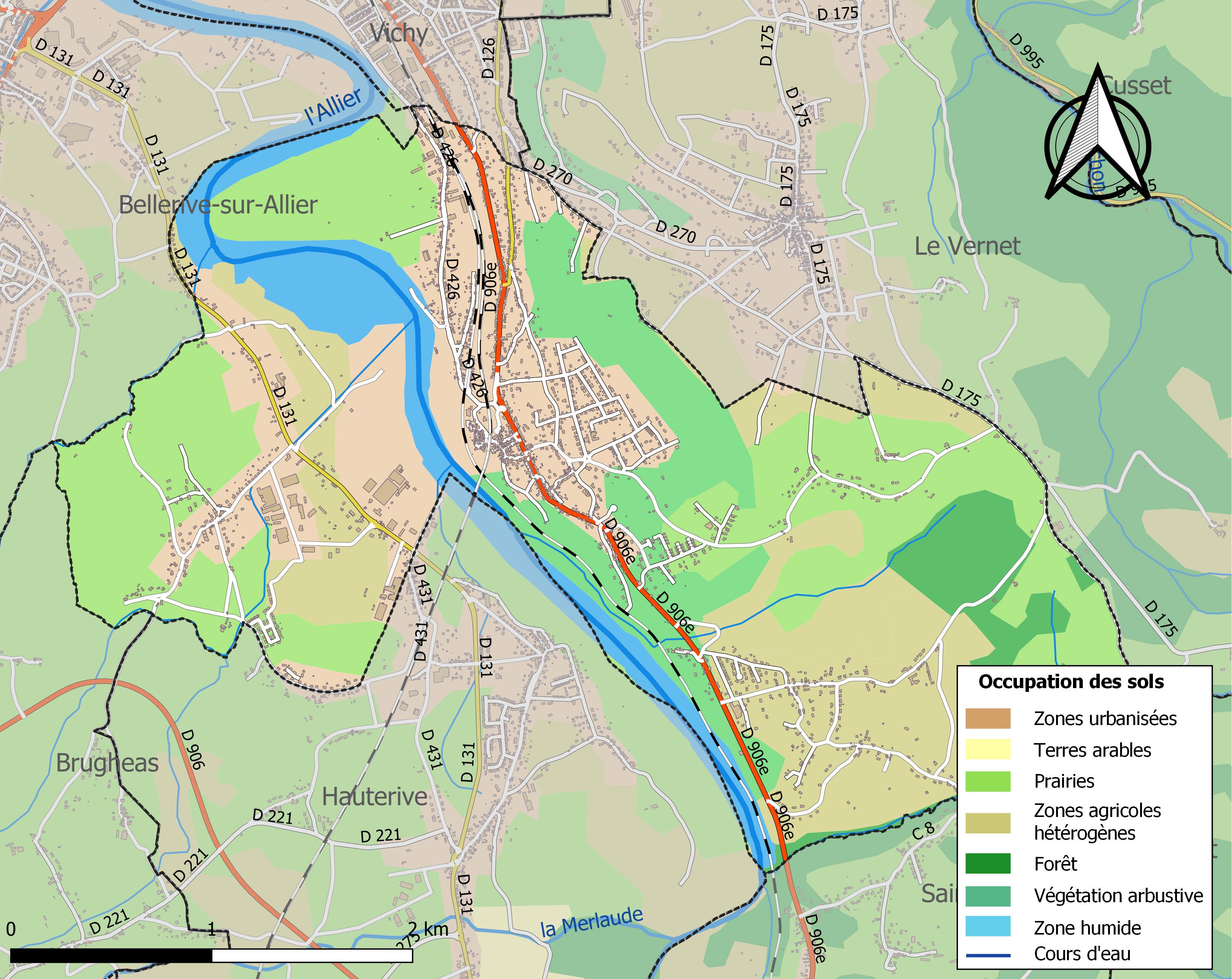

## Demografie
Onderstaande figuur toont het verloop van het inwonertal (bron: INSEE-tellingen).
Vanwege een beveiligingsprobleem met de MediaWiki Graph-software is het momenteel niet mogelijk deze grafiek weer te geven. Zodra de software is bijgewerkt zal de grafiek vanzelf weer zichtbaar worden.